# 冥闘士
車田正美の漫画『聖闘士星矢』、およびそれを原作とするOVAシリーズ『聖闘士星矢 冥王ハーデス編』において、冥闘士（スペクター）は、冥王ハーデスを守る108人の闘士のことを指す。厳密的に言えば、ハーデス・ヒュプノス・タナトス・パンドラの4人は冥闘士ではないが、便宜上で本記事にも記述されている。
なお、『聖闘士星矢 NEXT DIMENSION 冥王神話』と『聖闘士星矢 THE LOST CANVAS 冥王神話』での諸設定については、「聖闘士星矢 NEXT DIMENSION 冥王神話の登場人物」や、「聖闘士星矢 THE LOST CANVAS 冥王神話の登場人物」などのページを参照。

## 概要
冥闘士全員は魔獣・悪霊・妖怪・未発見生物などの姿をした鎧「冥衣」を纏い、その冥衣のモチーフと各自の宿星である「魔星」の名を称号とする。魔星という設定は、中国の明王朝の小説『水滸伝』に登場する「百八星」をモチーフにしているとされている。
また、冥闘士は地獄に存在する死体や亡霊から作り出したものでは無く、生きている地球上の人間が魔星に種付けられ、冥衣と一体化になった者である。このため、地獄と現世の両界においても自由自在に活動できる。個性からみれば、大半の冥闘士は悪質な行為をせず、敵との一騎打ちのために仲間の手出しを制止することもある。正規の冥闘士のほかにも、死んだ聖闘士や普通の人間がハーデスから仮初めの命と肉体に与えられ、冥王軍の一員として働くことも可能。この方法で復活した者は、定められた時間が過ぎると、塵となって再び死亡する。また、冥王の御意思に背けば、どの冥闘士でも一瞬で消し去られてしまう。

## 神

### 冥界の王
- 冥王ハーデス
- 年齢：神話の時代からの神なので不明。身長：184cm。体重：73kg。誕生日：9月9日（パンドラの母の胎内を借りて現世に出現した日）。血液型：不明。出身地：不明。
- 技：グレイテストエクリップス
- 声：粕谷雄太（瞬の身体）、大塚明夫（ハーデスの魂 / 真の肉体）、森川智之（ゲーム『ライジングコスモ』）

冥界と死者たちを統べる神。人間たちを愚かしい存在と見なして絶望しきっており、これ以上人間たちが堕落しないよう、死の国として冥界を作って、死者に苦行を与え、悪行を犯せばいずれ無間地獄へ堕ちるという恐怖を与えることで、人間たちを戒め続けていた。一方で、美しい音楽を尊び、オルフェの琴に感動して彼の望みを叶えたこともある。
ハーデス自身の姿を模した冥衣は、絶対障壁と呼べるほどの防御力を誇り、武器として、あらゆるものを斬り裂く剣も備えている。この冥衣とは別に、オリンポス十二神のみの鎧である神衣（カムイ）を所有しているともいわれるが、劇中で登場したハーデスの冥衣こそが神衣だとする説もある。
アテナとハーデスは過去幾度も聖戦を繰り広げており、特に過酷を極めた243年前の前聖戦では、アテナ軍は過去最高の79人の聖闘士がいたにもかかわらず、童虎とシオンの2人を残し全員死亡した。前聖戦から243年を経た現代においては、パンドラの母の胎内を借りて現世に出現し、人間が地上を汚すのを嘆き粛清に乗り出す。アテナが現代に降臨したのも、星矢たち聖闘士がこの時代に生を受けたのも、ハーデスと闘うためであり、いわばハーデスこそがこの時代のアテナ軍が討つべき真の敵である。それに比べれば、多くの犠牲を払ったサガの乱や、海皇ポセイドンの覚醒すら、些細なアクシデントに過ぎなかったという。
両親であるクロノスとレアに与えられた美しい肉体をこよなく愛しており、その肉体が傷つくことを最も嫌う。そのため、神話の時代より冥界の最奥であるエリシオンに肉体を保管し、復活の都度、その時代における地上で最も清らかな人間を寄り代として選んでいる。現代の聖戦では肉体として瞬を選び、瞬の幼少時にパンドラが兄の一輝から彼を奪おうと接近していた。
星矢たちと共に冥界へ乗り込んできた瞬の肉体を奪うも、アテナの血によってその呪縛から解放されたことでエリシオンへ逃亡。エリシオンでの最終決戦で真の肉体をもって星矢たちを圧倒したが、彼らの攻撃で冥衣が破損した上に負傷。最期はアテナが放ったニケの杖に体を貫かれ敗北。冥界とエリシオン諸共消滅した。

### ハーデスの依代
- アンドロメダ星座の瞬

アローン（『聖闘士星矢 NEXT DIMENSION 冥王神話』）
『聖闘士星矢 NEXT DIMENSION 冥王神話』の時代の冥王ハーデスの依代となる天涯孤独の少年。画家を目指す心優しい性格で、天馬の無二の親友。パンドラに言われるままに冥王の剣を抜いてしまったため、ハーデスとして覚醒する。

### 双子神
神々の楽園エリシオンに潜むヒュプノス、タナトスの双子の兄弟。神話の時代よりハーデスの側近を務めており、冥闘士の上位に位置している。実質的なハーデス軍の構成はハーデスと彼らのみであり、わずか3人のみの戦力で一軍にも匹敵する。側近とはいえ彼らもまた神であり、それに比べれば冥闘士最強の冥界三巨頭ですら赤子同然といわれる。冥衣はハーデス同様、神である自身の姿を模したもの。200年以上昔にアテナにより封印されたが、13年前にパンドラにより封印を解かれ、地上の粛清のためにパンドラや冥闘士たちを裏で操り続けていた。神聖衣を見たことのある、数少ない存在。

### 眠神
- 眠りを司る神ヒュプノス
- 年齢：神話の時代からの神なので不明。身長：192cm。体重：88kg。誕生日：6月13日。血液型：不明。出身地：不明。
- 技：エターナルドラウジネス
- 声：二又一成、坪井智浩（OVA『THE LOST CANVAS 冥王神話』）、興津和幸（ゲーム『ライジングコスモ』）

金色の髪と瞳を持ち、額に線状の六芒星のチャクラがある。普段はエリシオンに居て、ヒュプノス神殿に住まう。タナトスと正反対に、典雅で紳士的な性格と、神聖衣を纏った聖闘士やアテナでさえも眠らせるほどの実力を併せ持つ。
人間を見下してはいるものの、一定な尊重を与え、タナトスと違って命を大切にして無駄な殺生を好まない。パンドラを容赦なく処刑したタナトスに対し「彼女を殺す必要は無かった」と諌め、彼女の死を惜しむ発言をしていた。また、ハーデスに忠誠を誓っているのと同時に危険視しており、ハーデス本体の覚醒とそれに伴う人類滅亡を恐れているようだった。エリシオンへ乗り込んできたアテナを聖なる大甕（おおがめ）に封じ込めたあと、瞬を眠らせるも、紫龍と氷河には技を見切られ敗北。それと同時にハーデスの覚醒を察知し、2人にハーデス神殿へ向かった星矢を止めるように、警告を残して事切れていた。

### 死神
- 死を司る神タナトス
- 年齢：神話の時代からの神なので不明。身長：192cm。体重：88kg。誕生日：6月13日。血液型：不明。出身地：不明。
- 技：テリブルプロビデンス
- 声：古川登志夫、川田紳司（OVA『THE LOST CANVAS 冥王神話』）、三上哲（ゲーム『ライジングコスモ』）

銀色の髪と瞳を持ち、額に塗り潰された五芒星のチャクラがあり、普段はエリシオンに居てタナトス神殿の中に住まう。陰湿的で冷酷かつ傲慢な性格を持ち、普段はニンフたちに囲まれてリュラを演奏しながら、エリシオンの美しい景色を楽しんでいる。
同軍の冥闘士たちを奴隷同然に扱い、パンドラを躊躇せずに殺害し、血にまみれた星矢をウジ虫と呼んでその場で見捨ていた。星矢にかすり傷を負わされたことで激怒し、抵抗できなくなった星矢の頭を執拗に踏みつけ、何の罪も無い星矢の姉・星華に対しても殺そうとし、その様子を星矢に見せつけた。さらに、自分より立場が上のはずのギリシャ大神・ポセイドンやアテナでさえも見下したり、嘲笑したりするなど、正当な神とは思えないぐらいの行為を次々と行っていた。
神であるため、その力は非常に強大で、はるか遠くにいる人間に直接手を下さずに死をもたらすことができ、身に着けている神レベルの冥衣は防御力がとても高く、完全に凍結させるには絶対零度の数百倍の凍気が必要。海皇ポセイドンが星矢たちに送った、神話時代から一度も破損しなかった黄金聖衣を一瞬で破壊し、人間を一線を画する「本物の神」としての実力を示していた。しかし、オリンポス十二神だけが纏うことを許されている神聖衣を纏った星矢を見て、嫉妬心を生じ、やがて星矢に簡単に技を封じられ、「お前はただ死を弄ぶ二流の神だ」と言われて、自らが蔑む人間に倒されるという皮肉な最期を遂げた。

### そのほか
- 運命を司る神ケール

『ORIGIN』で登場。双子神の妹で少女程の外見であり、カノンから「小娘」「クソガキ」と呼ばれていた。本人は「ちょっとした悪戯」と評す、対象に憑りついて災いをもたらす「ケールの凶星」であるレムール（悪霊、第三の双子座）を、誕生した双子座の聖闘士に放ったことを、封印されている双子神に報告した。スニオン岬の水牢に幽閉されているカノンにアテナ殺害の見返りに牢からの脱出を提案している。教皇を殺害後、自害しようとするサガを彼がアテナ殺害の役目を担っているため、自害を防いだ。サガの中から取り除かれ自らの許に戻って来たレムールを消滅させた後、ポセイドンの鉾を手にしたカノンと遭遇する。神器である鉾でかすり傷を負うが、気絶したカノンを見ながらポセイドンも巻き込む事を思い付き、サガの代わりとしてカノンを生かす事にし姿を消した。
『DESTINY』ではコキュートスに送られていたサガに、アテナの首を取って来るのと引き換えにハーデスに頼み永遠の命を与えようと持ち掛ける。デスマスク、アフロディーテに続きサガが了承するとコキュートスから出し彼らに冥衣を授けた。

## 冥王軍の上級幹部

### 軍の総指揮
- パンドラ
- 年齢：16歳。身長：166cm。体重：52kg。誕生日：9月3日。血液型：A型。出身地：ドイツ・チューリンゲン。
- 声：坂本真綾

ハーデスの現世での姉。元は西ドイツのバイエルン州に位置するチューリンゲンの名門、ハインシュタイン家の一人娘だった。しかし13年前、自家の倉庫にあった禁断の小箱を開け、ヒュプノスとタナトスを復活させてしまった。弟としてハーデスが生まれた直後に、両親をはじめとする家の生命あるもの全てと死別。それ以来、この世の全てが灰色に見えるほど心が絶望や諦めで満たされてしまった。
そのあとは、一軍を簡単に統括する優秀な才能がヒュプノスに発覚され、莫大な権力に与えられ、「冥王の地上代行者」として冥闘士全員を指揮するようになった。パンドラは命令に背く冥闘士に対しては、ハープの音色で凄まじい苦痛を与え、その威厳の前には冥界三巨頭ですら決して彼女の逆らうことはできない。冥闘士では無いため、通常は冥界に活動できないが、「冥界内を自由自在に動ける力を持つ首環」をつけることでそれも可能にしている。
星矢たちとの戦いを通じて次第に目が醒めた彼女は、「嘆きの壁」を越えようとする一輝に「自分も眠神や死神に操られていたにすぎない」と告白。首環を一輝に与えて彼をエリシオンへと導いたが、それによって裏切り者としてタナトスに処刑された。亡骸には、108の冥闘士が全て滅んで108の珠の色が全て変わったシャカの数珠を一輝が手に持たせた。
『聖闘士星矢 NEXT DIMENSION 冥王神話』では、ハーデスのもとで冥闘士たちを統括し指揮を執る女として登場。現世でハーデスの依代となる人物を導いた。

### 冥界三巨頭
冥闘士の中でもっとも実力の高い3人。各自、多数の冥闘士を部下として従える。3人共に同志であると同時に、互いに牽制し合うライバル的な関係を描写するシーンもある。名の由来はギリシア神話における冥界の審判者であるラダマンテュス、アイアコス、ミーノース。

#### 天猛星
- 天猛星（てんもうせい）ワイバーンのラダマンティス
- 年齢：23歳。身長：189cm。体重：84kg。誕生日：10月30日。血液型：O型。出身地：イギリス・フェローズ諸島。
- 技：グレイテストコーション
- 声：子安武人、高橋広樹（ゲーム『ライジングコスモ』）

冥界三巨頭の一人。その実直な性格から、ハーデスや部下からの信頼も厚い。打算や策略よりも、歴戦の中で培った自分の直感をもとに行動することを良しとする。その優れた直観力で、ハーデス城に乗り込んだ星矢たちが神の血を受けていることを見抜いたり、オルフェがハーデス暗殺を企んでいることを察知した。また、直情的な一面もあり、聖域へ配下の冥闘士たちを独断で送り込むなどの積極性も見せた。ハーデス城で星矢らに「黄金聖闘士でも、これほどの小宇宙を放つ者はザラには居ない」「俺達４人がかりでも敵わないかもしれん」と評価されている実力を持つ。
アニメでは、聖域への出陣をパンドラに止められ、苛立ちのあまり赤ワインを呷ってパンドラの画像を鑑賞する場面もあった。
「他者の力を弱める結界」の張られたハーデス城内では、デスマスクら死亡した黄金聖闘士2名を始末し、乗り込んできたアイオリアら3名の黄金聖闘士を討ち取るなどハーデス城の防衛に活躍する。結界のない冥界では、遭遇したカノンと対決するもほとんど歯が立たたないところへ部下達が駆け付けたことで難を逃れ、カノンをライバル視することとなる。その後の再戦も、琴座のオルフェのストリンガーフィーネにより、ダメージを受けた状態での2度目の対決では一方的に叩きのめされてしまう。強者としての誇りが敗北を許さず、部下の指揮や他の聖闘士追撃を放棄してカノンにさらなる再戦を挑むも、彼の死を賭したギャラクシアンエクスプロージョンの道連れにされ、戦死する。

#### 天雄星
- 天雄星（てんゆうせい）ガルーダのアイアコス
- 年齢：22歳。身長：186cm。体重：85kg。誕生日：7月6日。血液型：B型。出身地：ネパール。
- 技：ガルーダフラップ、ギャラクティカイリュージョン
- 声：三木眞一郎、村田太志（ゲーム『ライジングコスモ』）

冥界三巨頭の一人。冥闘士中で随一の神速と瞬発力を誇り、強靭な腕力と上半身のバネを用いた投げ技を得意とし、総合的な戦闘力は三巨頭の中で最強との説がある。その強さゆえに、プライドも高い。冥界・第五獄に乗り込んだカノンの前にミーノスとともに現れて、カノンを窮地に追い込むが、そのさなかに乱入してきた一輝によって戦いは中断され、代わりに彼と激闘を繰り広げる。最初は、持ち前の神速を生かした戦法で圧倒的な優勢に立っていたが、次第に技を見切られて追い込まれていく。鳳凰幻魔拳を受けた上、鳳翼天翔も喰らい、三巨頭で最初に敗れ去る。

#### 天貴星
- 天貴星（てんきせい）グリフォンのミーノス
- 年齢：23歳。身長：184cm。体重：72kg。誕生日：3月25日。血液型：A型。出身地：ノルウェー・オスロ。
- 技：コズミックマリオネーション
- 声：遠近孝一、近藤隆（ゲーム『ライジングコスモ』）

冥界三巨頭の一人。冥界の裁判官でもあり、本来は「第一獄・裁きの館」で亡者たちを裁く役目を負うが、普段は副官のルネに一任している。冷静沈着な性格で、強大な念動力で手を触れずして敵を倒す闘技の使い手。普段は、前髪で顔の上半分が隠れている。
アイアコスとともにカノンの前に現れ彼を追い詰めるが、一輝の乱入によって戦いは中断される。その後、黄金聖闘士たちが冥界最奥の嘆きの壁を破壊しようとする場に乗り込もうと扉を開けたことで、内部に留まった黄金聖闘士全員が消滅するほどの衝撃の余波を浴びたが、それでもなお生き残り、氷河と交戦。黄金聖闘士の力をもってしても砕けないとされる「フリージングコフィンの氷壁」を破壊し、オーロラエクスキューションを受けてもなお立ち上がるものの、エリシオンへ向かおうとする氷河を追跡しようと「嘆きの壁」を越えたため、超次元に飲み込まれて消滅する。

## 冥王軍の中級幹部（天罡冥闘士）

### 地獄の番人たち
冥界に広がる8つの地獄の番を務める冥闘士たち。下記のほかにも地獄には多くの冥闘士たちがいるが、カノンや一輝の前に全員が敗れ去っている。後に公式書籍『聖闘士星矢大全』で宿星が明かされた冥闘士もいる。

#### 天間星
- 天間星（てんかんせい）アケローンのカロン
- 年齢：38歳。身長：183cm。体重：65kg。誕生日：10月2日。血液型：O型。出身地：イタリア・ナポリ。
- 技：ローリングオール、エディングカレントクラッシャー
- 声：斎藤志郎

現世と冥界を隔てる三途の川（アケローン川）の渡し守。船に乗る者には渡し賃を要求し、決してタダでは乗せない守銭奴。ただし根っからの悪党というわけでもなく、初対面で聖闘士と知らぬ星矢達を見て、冥闘士でない者が冥界に生きたまま訪れている事に憤慨しつつも危害は加えず、帰るように命じている。相手を平気で裏切るかと思えば、自分を救われたことを恩義に感じるなど、人間臭い一面も持つ。
渡し賃を持っていない星矢を河に突き落として後一歩まで追い詰めるが、星矢の拳で逆に船から落とされてしまう。それを瞬が救ってくれたため、その恩で渡し役を請け負う。その際に瞬の心の清らかさから、冥界の楽園であるエリシオンの存在を彼に伝え、最終決戦地がエリシオンへと移る伏線となった。
2人を川から渡しきると、貸し借りがなくなったとして、改めて星矢と一騎討ちを挑むもペガサス流星拳に敗れ、自作の歌を歌いながら船ごと向こう岸へ流れていった。
作中では死ぬ場面が描かれていなかったが、OVA版では息絶える描写がある。

#### 天英星
- 天英星（てんえいせい）バルロンのルネ
- 年齢：20歳。身長：183cm。体重：70kg。誕生日：12月24日。血液型：A型。出身地：ノルウェー。
- 技：ファイヤーウィップ、リーインカーネーション
- 声：千葉進歩、福西勝也（ゲーム『ライジングコスモ』）

ミーノスの副官で、彼に代わって第一獄・裁きの館で亡者たちを裁く役を持つ。三巨頭の代行を務めるだけあり、その実力はラダマンティスからも認められている。
今まで行ってきた悪事を暴き、その罪状に合った地獄へと堕とす技の持ち主。法廷内では静寂を重んじ、雑音を発する者は部下であろうと容赦なく罰を下す。罪人に対しては非情だが、敵でありながら純粋な心を持っていた星矢と、瞬には多少の哀れみを示していた。
ハーデスの依代の素顔を見た事がある数少ない冥闘士であり（三巨頭の一人であるラダマンティスですら知らなかった）、瞬を初めて見たときは動揺していた。
星矢と瞬をリーインカーネーション、ファイヤーウィップで圧倒するが、カノンの幻朧拳の幻覚によって錯乱した挙げ句、一指で倒れ去った。その際に「神でもないものが他人を裁く権利などない」と自身の言葉を皮肉られている。

#### 天獣星
- 天獣星（てんじゅうせい）スフィンクスのファラオ
- 年齢：18歳。身長：178cm。体重：69kg。誕生日：11月19日。血液型：O型。出身地：エジプト。
- 技：バランスオブカース、キッス・イン・ザ・ダークネス[注 5]
- 声：諏訪部順一、江越彬紀（ゲーム『ライジングコスモ』）

第二獄の番人。重苦しい音色で人間の神経を狂わせる魔琴の使い手で、三つ首の地獄の番犬ケルベロスを従える。アテナによるハーデス軍の封印が解ける数年前から冥界に馳せ参じており、パンドラの鏡でオルフェを惑わし、恋人のユリティースを連れて地上へ帰ることを阻止していた。
第二獄に入り込んできた星矢と瞬を魔琴の音色で圧倒するも、鏡のことが明るみに出るとオルフェの怒りを買い、どちらの音が優れているかと戦うことになる。魔琴の響きでオルフェの琴の弦を切るなど途中までは戦闘を優位に進めるが、最後はストリンガーノクターンを受け倒された。かつては自分の琴がハーデスに気に入られていたものの、オルフェの琴にその寵愛を奪われたのを口惜しがっていたが、死の間際に彼の琴を認めている。

#### 天角星
- 天角星（てんかくせい）ゴーレムのロック
- 年齢：21歳。身長：195cm。体重：114kg。誕生日：6月17日。血液型：A型。出身地：マダガスカル。
- 技：ローリングボンバーストーン
- 声：川津泰彦

第三獄・岩地獄の番人で、生前の吝嗇の罪により石を積み上げ続ける亡者達の監視役。イワンと並び冥闘士の中でも一二を争うパワーと、念動力で巨岩を操って攻撃を繰り出す闘技の使い手。
ハーデスのもとへ急ぐカノンたちに襲い掛かるが、半ば無視され、紫龍の振り返りざまの廬山昇龍覇によって吹き飛ばされる。彼の亡骸の上を、亡者達が無慈悲に石を積み上げていた。

#### 天敗星
- 天敗星（てんぱいせい）トロルのイワン
- 年齢：21歳。身長：192cm。体重：109kg。誕生日：8月30日。血液型：B型。出身地：ソ連・エベンキ民族管区。
- 技：グレーテスト・ザ・ペレストロイカ[注 5]
- 声：平井啓二

ロックと共に第三獄の番人で、持久戦を得意とする肉体派の冥闘士。高いパワーとスタミナが自慢で、打撃に対する防御力は最強といわれる。
「オレは天敗星の…」と、名乗りを上げかけたところで氷河の駆け抜けざまのダイヤモンドダストを食らい、名乗る間もないまま敗れ去った。本編では「天敗星の」まで、「冥衣分解装着図」では「天敗星トロル」まで、「天敗星トロルのイワン」の名称が判明したのは、最終話が掲載された『Vジャンプ』であった。

#### 天罪星
- 天罪星（てんざいせい）リュカオンのフレギアス
- 年齢：21歳。身長：189cm。体重：81kg。誕生日：9月18日。血液型：A型。出身地：南アフリカ共和国・オレンジ川流域。
- 技：ハウリングインフェルノ
- 声：梁田清之

第四獄・暗黒の沼の番人。紫龍が驚愕するほどの小宇宙と、氷河の凍気もまったく通用しない実力の持ち主。その巨体に反して、堅実な闘いを好む技巧派の闘士である。
紫龍と氷河をハウリングインフェルノでの一撃で失神させるが、カノンには見切られ、ギャラクシアンエクスプロージョンの前に脆くも敗れた。

#### 天醜星
- 天醜星（てんしゅうせい）デッドリービートルのスタンド
- 年齢：22歳。身長：258cm。体重：240kg。誕生日：4月18日。血液型：B型。出身地：オーストラリア。
- 技：ビッグ・ウォール[注 5]、スタンド・バイ・ミー[注 5]

第五獄・灼熱地獄の番人。冥闘士一の巨漢で、外見通り怪力戦法を得意とし、その実力は他の冥闘士たちからも恐れられているという。
現れたときには既にカノンによって倒されており、カノンの台詞とともに冥衣の頭部パーツが割れて死亡する。そのため、セリフすらない。名前が判明したのはイワン同様、『Vジャンプ』誌上。

### ラダマンティスの側近
崩壊するハーデス城深奥部で星矢たちの前に立ち塞がった精鋭たち。その後の冥界で、バレンタインは冥界最奥の第八獄で星矢と再戦。シルフィード以降の3人は嘆きの壁で紫龍の前に立ち塞がった。
OVAでは演出上の都合から、ハーデス城ではラダマンティスのみが星矢たちと闘うよう物語が変更されているため（聖闘士星矢 冥王ハーデス編#十二宮編も参照）、バレンタインは第八獄、シルフィードらは嘆きの壁での闘いが初登場となる。

#### 天哭星
- 天哭星（てんこくせい）ハーピーのバレンタイン
- 年齢：20歳。身長：182cm。体重：71kg。誕生日：2月14日。血液型：AB型。出身地：キプロス。
- 技：グリード・ザ・ライブ、スウィート・ショコラーテ[注 5]
- 声：竹本英史、徳本恭敏（ゲーム『ライジングコスモ』）

崩壊寸前のハーデス城内でもラダマンティスの命令を待つなど、ラダマンティスに絶対の忠誠心を抱いている。崩れ落ちんとするハーデス城において星矢を一蹴し、彼に抱きつかれたまま冥界へと向かって行った。第八獄・コキュートスで氷漬けにされた星矢の前に姿を現す。
星矢から、自分を倒せばアテナの聖衣を手に入れられると吹き込まれ、彼を氷地獄から救い出してアテナの聖衣を奪おうとするも、返り討ちに遭い絶命。

#### 天捷星
- 天捷星（てんしょうせい）バジリスクのシルフィード
- 年齢：19歳。身長：181cm。体重：78kg。誕生日：7月20日。血液型：O型。出身地：ベルギー。
- 技：アナイアレーションフラップ
- 声：稲田徹

冥闘士の中でも屈指といわれる実力の持ち主。紫龍の廬山百龍覇を受けながらも耐え抜いたが、紫龍を追って嘆きの壁を越えたため、超次元に飲み込まれて消滅した。

#### 天牢星
- 天牢星（てんろうせい）ミノタウロスのゴードン
- 年齢：20歳。身長：188cm。体重：95kg。誕生日：12月18日。血液型：B型。出身地：ポーランド。
- 技：グランドアクスクラッシャー
- 声：HIRO

ラダマンティスの配下の中では最強クラスに属する。格闘戦を得意とし、巨躯から繰り出される豪腕はミノタウロスの斧（アクス）とも呼ばれ、驚異的な威力を誇る。直情的で、短気で豪放な性格。
豪腕のグランドアクスクラッシャーと紫龍の聖剣（エクスカリバー）とのぶつかり合いで紫龍の手首を挫いてエクスカリバーを封じるが、盧山百龍覇の前に敗れ去った。

#### 天魔星
- 天魔星（てんませい）アルラウネのクィーン
- 年齢：19歳。身長：171cm。体重：56kg。誕生日：4月15日。血液型：B型。出身地：ドイツ・フライブルク（黒森）。
- 技：ブラッドフラウアシザーズ
- 声：織田優成

闘気をギロチン状の刃と化して放つ必殺技・ブラッドフラウアシザーズによって、過去に多くの聖闘士の首を刎ねてきたという。ゴードンとともにその技で紫龍を半死半生の状態にまで追い込むも、紫龍の盧山百龍覇で敗れた。

## 冥王軍の下級幹部（地煞冥闘士）
以下のうちゼーロス以外の冥闘士たちはハーデス編序盤で、ラダマンティスの独断でシオンやサガら黄金聖闘士たちの監視役として聖域に攻め入った。ほかにも多くの冥闘士たちが侵攻したものの、十二宮でアイオリアやシャカたちの前に全滅した。

### 地奇星
- 地奇星（ちきせい）フログのゼーロス
- 年齢：34歳。身長：149cm。体重：55kg。誕生日：3月13日。血液型：A型。出身地：カンボジア。
- 技：ジャンピング・スマッシュ
- 声：島田敏、北沢力（ゲーム『ライジングコスモ』）

ラダマンティスの配下であり執事をしている。強きに従い、弱い者を足蹴にする卑屈な男。ラダマンティスが聖域に冥闘士を送り込んだことをパンドラに密告したり、逆にパンドラの脅威をラダマンティスに皮肉ったりと、格上の者たちの間をうまく立ち回る。
ハーデス城にてカミュのダイヤモンドダストを受け、その冷気が抜け切らぬことから苛立ち逆上し、すでに瀕死だった彼を足蹴にする。そのことで氷河の怒りを買い、ラダマンティスにも己の言葉を文字通り受け止められる皮肉とともに見捨てられたうえ、最後はオーロラエクスキューションで止めを刺された。
OVA版では拷問を受けるラダマンティスを狂ったように嘲笑う描写があり、卑劣漢ぶりがより強調されている。

### 地暴星
- 地暴星（ちぼうせい）サイクロプスのギガント
- 年齢：20歳。身長：197cm。体重：108kg。誕生日：2月21日。血液型：O型。出身地：ユーゴスラビア。
- 技：ジャイアント・ホールド[注 5]、ビッグ・ナックル[注 5]
- 声：江川央生、松田健一郎（ゲーム『ライジングコスモ』）

聖域に攻め入った冥闘士たちのリーダー格。大柄な体躯に、一撃でムウを窮地に陥れるパワーを持つ。臆病者を討つ拳を持たぬと語るなど誇りも見せ、キューブやミルズ、オクスが偽者と見抜くなど洞察力にも優れる。
十二宮では光速拳の一撃で5人を倒すアイオリアに気圧され、シャカに対する主導権をサガに奪われるなど、本領を発揮する黄金聖闘士の前には圧倒され気味だった。処女宮にて冥闘士達の目を欺くためあえてサガ達を先に行かせたシャカを軽く見て、仲間と共に襲い掛かるが、天魔降伏で一網打尽にされる。ハーデスに忠誠を誓えば死後も永遠の命が貰えると信じていたが、シャカに「そのような者はいまだ見たことはない」と否定され、動揺しながら絶命した。
冥王ハーデス編では、流星拳を放つ星矢を一蹴し、星矢がその実力に「並の白銀聖闘士以上」と驚愕している。

### 地暗星
- 地暗星（ちあんせい）ディープのニオベ
- 年齢：25歳。身長：181cm。体重：80kg。誕生日：8月3日。血液型：AB型。出身地：ボリビア。
- 技：ディープフレグランス、デッド・パフューム[注 5]
- 声：堀井真吾、佐藤せつじ（ゲーム『ライジングコスモ』）

冥衣より噴き出す香気で相手の神経を麻痺させ、死に至らしめる技の使い手。
金牛宮にてアルデバランを殺害し、そこに進んできたムウとも対峙する。しかしディープフレグランスをクリスタルウォールで防がれたあと、アルデバランの息の根を止めたのと同時にアルデバランのグレートホーンにより五体バラバラにされすでに死んでいることをムウに告げられる。ムウはそのまま走り去り、その直後、グレートホーンの傷口が開き、五体バラバラになり死亡する。
不意打ちの上、結果は相打ちだったが、黄金聖闘士を倒した（止めを刺した）唯一の冥闘士でもある。

### 地妖星
- 地妖星（ちようせい）パピヨンのミュー
- 年齢：19歳。身長：178cm。体重：65kg。誕生日：1月27日。血液型：B型。出身地：オーストリア。
- 技：アグリィイラプション、シルキィスレード、フェアリースロンギング
- 声：私市淳、菅原雅芳（ゲーム『ライジングコスモ』）

「進化する魔物」の異名を持つ冥闘士。その謎めいた実力は、ラダマンティスからは1人でも全黄金聖闘士を葬ることができると称されていた。死に瀕しても自軍に不利な発言は拒むなど高い誇りを持ち、同志のギガントも格上として恐れを含みつつ一目置いている。
その異名の通り、相手の強さに応じて第一形態の卵（スライム状）から幼虫、サナギ（繭）、そして最終形態の成虫（蝶）へと進化する。優れた超能力の持ち主であり、第一形態ですらその念動力はムウにも迫るほど。
巨蟹宮でムウを念動力で金縛りにしつつ、仲間のギガント達を先に行かせてムウと一対一の勝負を挑む。最期にはクリスタルネットで捕えられ、スターライトエクスティンクションで倒されたが、死してなおミューの配下である死界の蝶フェアリーはサガたちを監視し、彼らの魂をハーデス軍に縛り続けた。

### 地伏星
- 地伏星（ちふくせい）ワームのライミ
- 年齢：29歳。身長：176cm。体重：51kg。誕生日：2月1日。血液型：O型。出身地：ラオス。
- 技：ワームズバインド、ロウル・ブラッド[注 5]
- 声：中井和哉、奈良徹（ゲーム『ライジングコスモ』）

冥衣から生えたワームと呼ばれる無数の触手により、地中を自在に動き回る能力を持つ。ワームは何度でも再生するうえ獅子宮の柱を貫通するパワーがあり、死角から繰り出されるその攻撃は、黄金聖闘士といえど回避は難しい。
獅子宮にてワームズバインドで地中からアイオリアを拘束し、とどめを刺そうとしたギガントに対し「アイオリアは自分の獲物」だと制止し、他の冥闘士達を先へ進ませてアイオリアとの一騎討ちに挑む。しかし、ワームはちぎられ力ずくで地中から引き出されたうえ、ライトニングプラズマを食らい敗北した。

### 地陰星
- 地陰星（ちいんせい）デュラハンのキューブ
- 年齢：24歳。身長：188cm。体重：88kg。誕生日：10月9日。血液型：O型。出身地：キューバ。
- 技：ブラッド・スプレー[注 5]、デス・メッセンジャー[注 5]
- 声：置鮎龍太郎

素顔全体を冥衣の仮面で覆っており、隠された真意を汲み取るのは仲間の冥闘士でも困難といわれていた。素顔は黒髪短髪で、細面の男である。
登場前にサガにより殺され冥衣を奪われており、初登場時点でサガがキューブの冥衣を着用し彼に成りすましていた。

### 地劣星
- 地劣星（ちれつせい）エルフのミルズ
- 年齢：22歳。身長：186cm。体重：78kg。誕生日：6月26日。血液型：B型。出身地：アイルランド。
- 技：ナチュラル・テラー[注 5]、アースクェイク・ミキサー[注 5]
- 声：神奈延年

冥衣は素顔を完全に覆うタイプで、素顔は黒髪短髪の男。本来は聖域占領後に彼の技で大地を引き裂き、聖域を崩壊させる役目を担っていた。
登場前にカミュにより殺され冥衣を奪われており、初登場時点でカミュがミルズの冥衣を着用し彼に成りすましていた。

### 地走星
- 地走星（ちそうせい）ゴーゴンのオクス
- 年齢：23歳。身長：187cm。体重：81kg。誕生日：11月7日。血液型：A型。出身地：デンマーク。
- 技：アイオブ・チャージ[注 5]、ロック・ザ・ベイ[注 5]
- 声：草尾毅

冥衣は素顔を完全に覆うタイプで、素顔は黒髪短髪の男。ミルズとは常に行動を共にしていたとされ、優れた脚力による撹乱戦法を得意とする。
登場前にシュラにより殺され冥衣を奪われており、初登場時点でシュラがオクスの冥衣を着用し彼に成りすましていた。

## 雑兵
ハーデス軍の最下級の冥闘士。共通してスケルトンの冥衣を纏い、武器として大鎌を所持しているが、単独での戦闘場面はない。
- 雑兵スケルトンのマルキーノ
- 年齢：19歳。身長：155cm。体重：51kg。誕生日：4月25日。血液型：AB型。出身地：マレーシア。
- 技：ビッグファート[注 5]、リトル・ベルチ[注 5]
- 声：龍田直樹

裁きの館に仕える雑兵。短気な性格で当初は星矢たちのことを亡者だと思い、館へ通した。法廷での粗相をルネに何度も許してもらったが、星矢たちが聖闘士だと知って大声を上げたため、ファイヤーウィップで処刑される。

## 『聖闘士星矢 NEXT DIMENSION 冥王神話』
- アローン
- パンドラ

### 冥界三巨頭（『聖闘士星矢 NEXT DIMENSION 冥王神話』）
ハーデスに仕える108の冥闘士（スペクター）の中でも最も高い実力を有する3人。アテナ軍の黄金聖闘士と同格とされる。

#### 天貴星グリフォンのフェルメール
- 天貴星（てんきせい）グリフォンのフェルメール
- 技：コズミック・マリオネーション、コズミック・マリオネーション ヴァリアシオン

元聖闘士である水鏡に対し疑念を持っており、彼の死亡の報せを聞いたパンドラの命を受け聖域へ侵攻を開始する。多数の配下を連れて黄泉比良坂に現れるが、一輝の鳳凰幻魔拳を受け身体の自由を奪われたうえ、デストールの桃尻爆弾で死界の穴に落とされた。

#### 天雄星ガルーダの水鏡
- 天雄星（てんゆうせい）ガルーダの水鏡（すいきょう）
- 技：氷槍白蓮華（ひそうびゃくれんげ）、氷槍百牙旋嵐（ひそうひゃくがせんらん）

元は杯座（クラテリス）の白銀聖闘士で天馬の師匠。シオンや童虎とは、カイザーの許で聖闘士の厳しい修行を積んだ真友（しんゆう）。天馬に人の温もりと人のあるべき姿を訓え、天馬星座の聖衣を授ける。後、聖闘士を裏切り冥闘士となって天馬達の前に現れた。
真意を誰に対しても口にすることなかったが、弟の水清（すいしょう）が病によりこの世をさる間際、冥王軍の使者から弟の魂が死後も苦しめられると脅され、苦渋の決断でハーデスの軍門に降った。呪われた一三番目の宮と13人目の黄金聖闘士に関する重大な秘密を知っており、アテナに伝えるべく命を賭して孤独な戦いに臨んでいる。処女宮の「死門」に進んだ後、沙羅双樹の園で血染めの「拾」「参」の文字をアテナへ送った。シオン、一輝、オックス、アベル（カイン）、デストール、カイザーと激闘を繰り広げ、最後に童虎と対決するが激戦の消耗により体が耐えきれず、廬山百龍覇により絶命した。
杯座の聖衣は、神話の時代にアテナの喉の渇きを潤した杯が元であると言われ、聖衣で汲んだ水には治癒能力が備わると共に、覗き込んだ者の未来が映ることもある。

### 冥闘士（『聖闘士星矢 NEXT DIMENSION 冥王神話』）
ハーデスに忠誠を誓う108人の戦士達。魔星を宿星とし冥衣（サープリス）を纏って聖闘士と戦う。また、正規の冥闘士の他に多数の雑兵（スケルトン）達がいる。

#### 地奇星フログのミーヤン
- 地奇星（ちきせい）フログのミーヤン

冥闘士の一人。

#### ガーゴイルの冥闘士
- ガーゴイルの冥闘士

水鏡の回想シーンに登場。冥界からの使いとして、ハーデスに忠誠を誓えば弟の魂は救われると水鏡に伝えにくる。

## 関連用語
冥衣（サープリス）
冥闘士が身に纏う、冥界の宝石のように黒く光り輝く鎧（アニメでの色は黒ではなく「闇のように底知れぬ暗さ、月のように冷たい輝き」といわれる）。語源は聖職者が用いる白衣（surplice）。
魔星によって選ばれた者が、冥衣を装着できる。冥衣は装着者の肉体を作り替えてしまうため、冥闘士に特別な修行や資質は不要である。逆に言えば、冥闘士は冥衣を動かすための触媒に過ぎず、たとえ装着者が死亡しても、再び魔星に見い出された者に冥衣を与えれば、いくらでも補充が可能といえる。
死んだ聖闘士を復活させた際、彼等には生前纏っていた聖衣を模した冥衣が与えられた。この冥衣は一部パーツが鋭角化しているなど、形状が若干聖衣と異なっている。
シャカの持つ百八珠の数珠とは、対を成す物質で構成されている。
ハーデス城
地上におけるハーデス軍の拠点。「他者の力を弱める結界」が張られているため、外部からの敵対者は力を10分の1以下に低下させられてしまう。もとはパンドラの生家・ハインシュタイン城として栄えていたが、ハーデスの降臨後にパンドラ以外の人間、動物、植物はすべて死に絶え、結界が張られて常人を寄せつけなくなり、ハーデスの城と化した。アテナが冥界へ向かったことをパンドラが察知したことで城は放棄され、崩壊した。
冥界（地獄）
死後の世界。8つの獄（プリズン）をはじめとする多数の地獄が広がっており、死者は生前の罪に応じた地獄に落とされ、永遠の罰を受けるとされる。中でも最奥の第八獄コキュートスは、神に抗った大罪人が落ちる氷地獄であり、過去の幾多の聖戦で、冥界の神であるハーデスに刃向った多くの聖闘士たちが永遠の罰を受けている。
死者は冥界の掟に縛られてハーデスに抗うことなどできないため、星矢たちが冥界へ向かってハーデス軍と対等に戦うためには、小宇宙の究極・セブンセンシズをも超えるエイトセンシズに覚醒し、死ぬことなく生きたまま冥界へ向かうことが必要とされた。
エリシオン
極楽浄土。死後に神々に選ばれた人間のみが入ることを許された世界であり、一切の苦痛から解放された神々の楽園である。アケローン川の上流、レーテ川の彼方にあるといわれる。同じ冥界でありながら、地獄の番をする冥闘士たちには無縁の地である。
嘆きの壁
地獄の最奥とエリシオンとを隔てる巨大な壁。基本的に神以外は通り抜けることができない。太陽光のみが唯一の破壊手段だが、地獄には太陽光が差し込まないために破壊は不可能といわれ、全黄金聖闘士が黄金聖衣に蓄積された太陽の力を結集することで破壊に至った。
ただしこの壁を通過できても、神以外の者はエリシオンへと続く超次元の空間に飲み込まれ、跡形もなく消滅する運命にある。星矢たちはアテナの血の加護を受けた聖衣を纏うことでこの超次元を通過し、エリシオンへ辿り着くことができた。パンドラに与えられた首環は、冥界を自由に移動でき超次元も通過できるため、聖衣にアテナの血の加護を受けていない一輝はパンドラから首環を託されたことでエリシオンへ辿り着くことができた。